# Guck mal

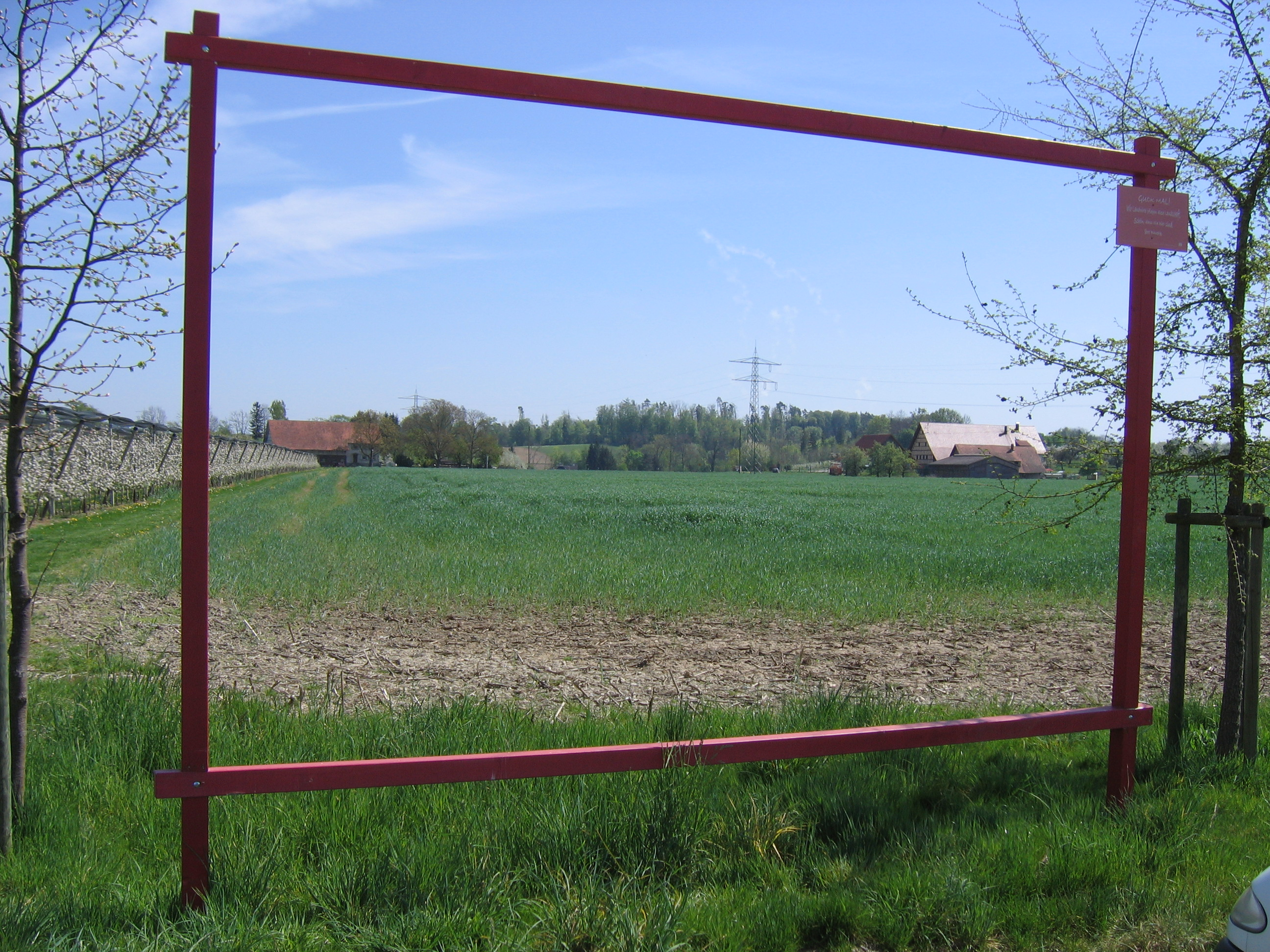
Bei Oberteuringen

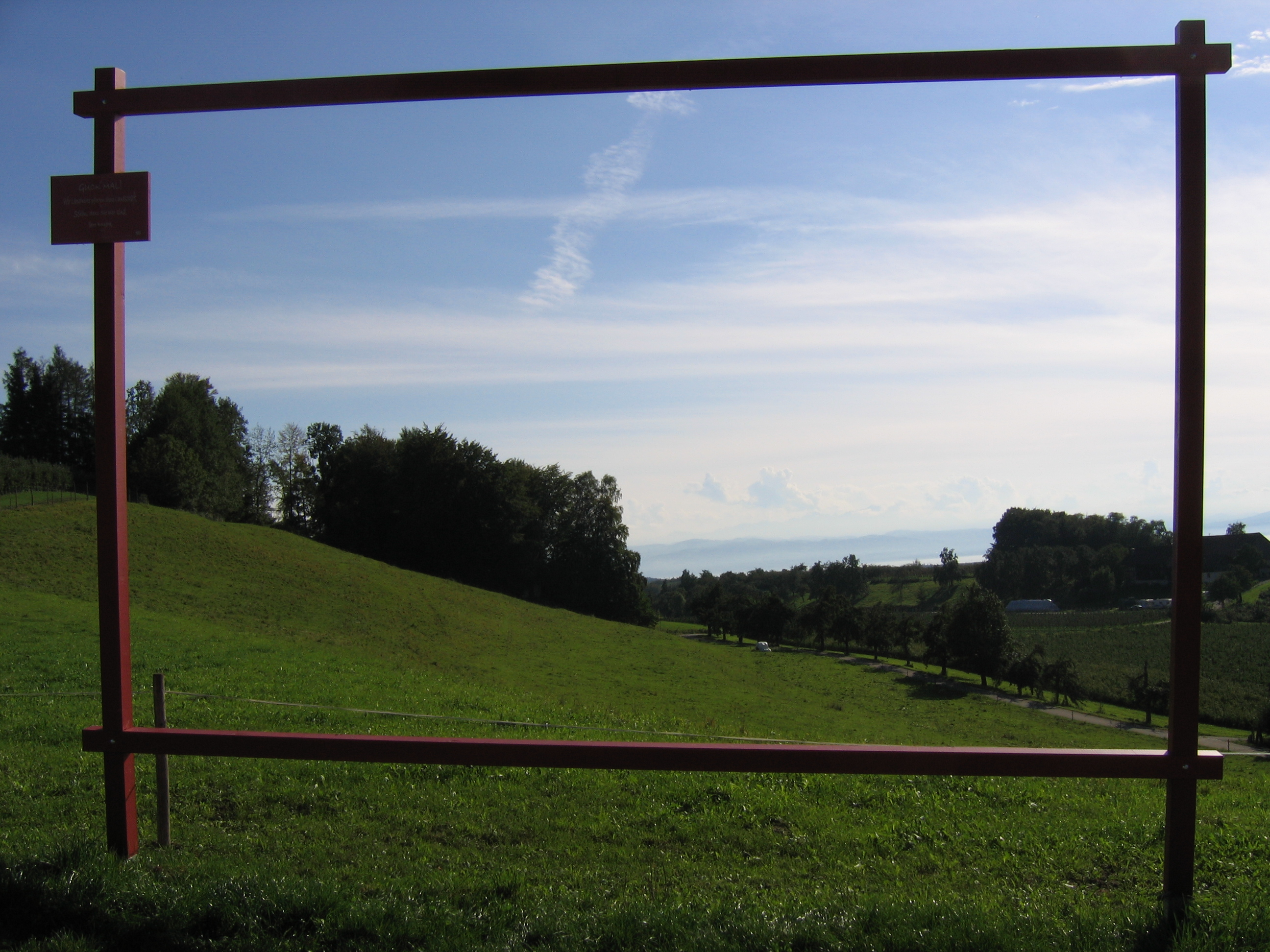
Am Aussichtspunkt Dieglishofen bei Tettnang

Guck mal ist eine Landschaftsrahmen-Aktion, die 2006 vom Landesbauernverband Baden-Württemberg (LBV) und 2008 vom LBV Brandenburg installiert wurde.
Seit dem 1. Juni 2006 stehen in Baden-Württemberg mehr als 120 rote, 3 Meter × 4 Meter große Holzrahmen an bemerkenswerten Punkten im Verbandsgebiet des LBV. Sie sollen das Interesse von Radfahrern und Wanderern wecken. In Brandenburg wird die Aktion zusätzlich von den Kreisbauerverbänden, der Gruppe LANDaktiv und den Brandenburger Schulen unterstützt.

## Ziel
Das Ziel der Aktionen Guck mal ist es, auf die Landschaften aufmerksam zu machen und den Blick der Betrachter hierfür zu schärfen. „Die teilweise abhanden gekommene Wertschätzung für selbstverständlich Gewordenes soll wieder geweckt werden. Die Blicke durch die Rahmen zeigen, was die Betrachter täglich sehen, jedoch gar nicht mehr bewusst wahrnehmen.“ Die Landwirte möchten mit der Aktion auch auf ihre eigenen, landschaftsprägenden Leistungen aufmerksam machen.

## Standorte
Die folgende, noch unvollständige Liste gibt die aktuellen und ehemaligen Standorte der Holzrahmen im jeweiligen Verbandsgebiet wieder.

### Baden-Württemberg

#### Landkreis Biberach
- Berkheim: Parkplatz an der Bundesstraße 312 im Illertal
- Riedlingen-Zell:Parkplatz an der B 312 beim Bussen
- Uttenweiler-Ahlen: Parkplatz an der B 312 beim Federsee

#### Bodenseekreis

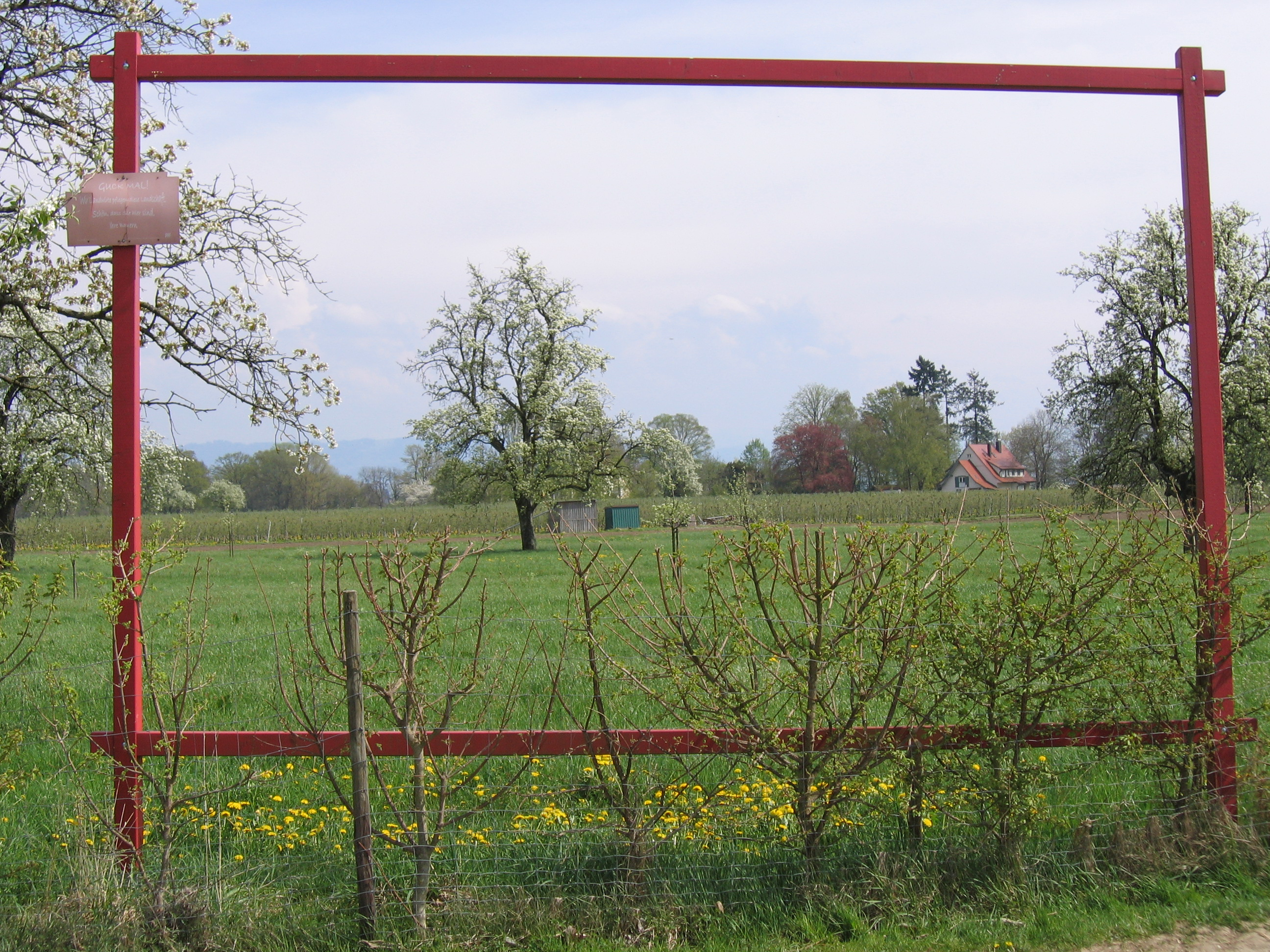
Kressbronn am Bodensee

- Kressbronn: am Fuß- und Radweg von Tunau Richtung Campingplatz Gohren, Blickrichtung Pfänder
- Langenargen: am Rad- und Wanderweg in Richtung Oberdorf
- Meckenbeuren: an der B 30 Richtung Ravensburg
- Oberteuringen: im „Täfernesch“, am Jubiläumsweg Bodenseekreis Richtung Hepbacher-Leimbacher Ried
- Tettnang: am Hopfenpfad beim Aussichtspunkt bei Dieglishofen, Blickrichtung Bodensee und Vorarlberg

#### Landkreis Freudenstadt
- Baiersbronn: am Sommerseitenweg beim Wanderparkplatz
- Horb-Nordstetten: beim Sportplatz
- Klosterreichenbach: beim Sportplatz
- Loßburg: beim Kreisverkehr
- Waldachtal-Hörschweiler: beim Sandbühlsee

#### Landkreis Ravensburg

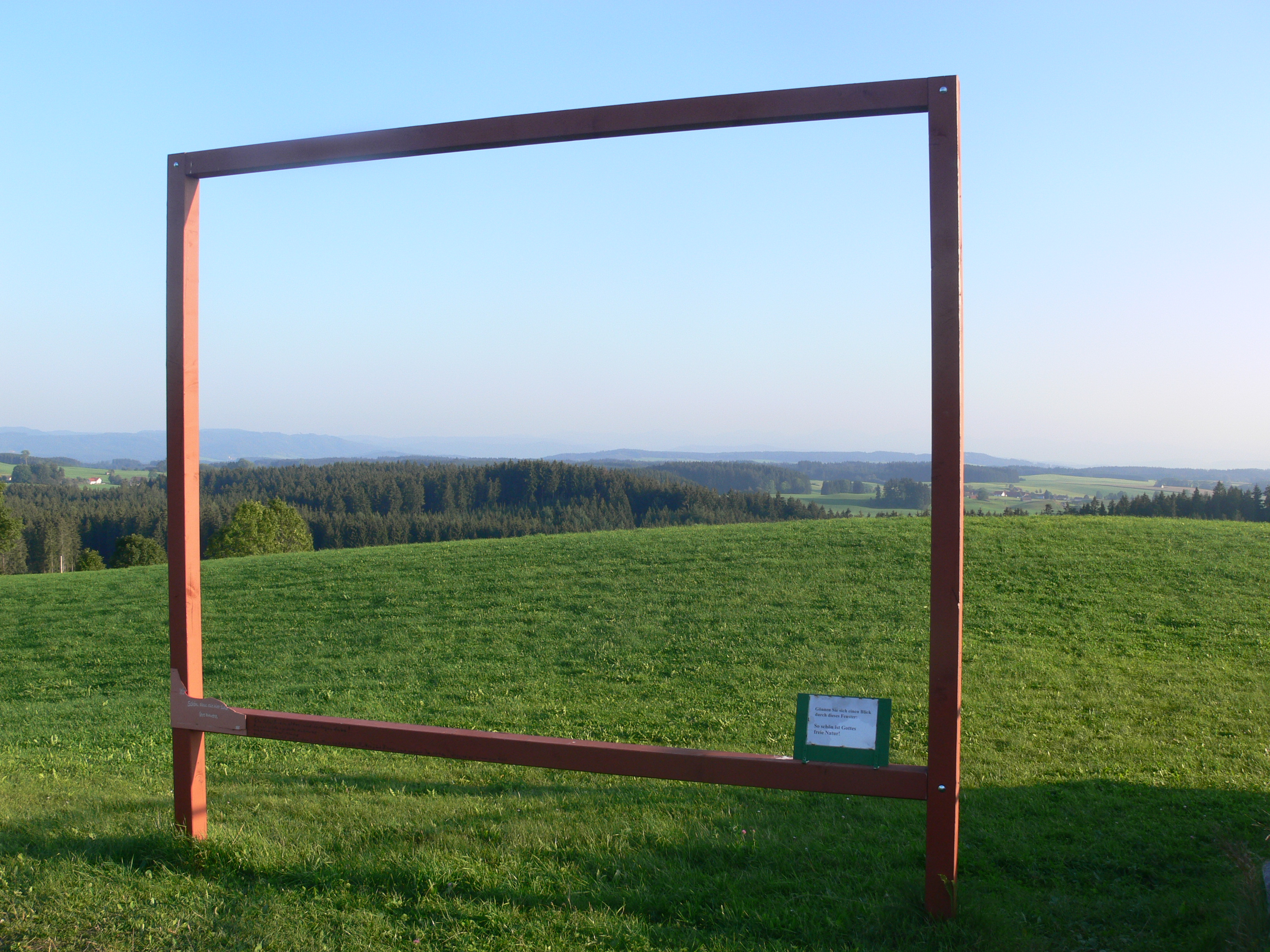
Bei der Autobahnkapelle nahe Leutkirch im Allgäu

- Zwischen Amtzell und Bodnegg, Blickrichtung Hochgratkette
- Argenbühl: im Ortsteil Eglofs
- Bodnegg: an der Straße nach Tobel, Blickrichtung Alpen
- Boms: an der B 32 beim Ortsteil Schwarzenbach
- Leutkirch: bei der Autobahnkapelle „St. Gallus“ an der A 96

#### Landkreis Reutlingen
- Gomadingen: beim Feriendorf
- Münsingen: im Wiesental
- St.Johann-Bleichstetten: beim Schaugarten am Parkplatz zum Rutschenhof
- Zwiefalten: beim Hof Loretto

#### Landkreis Sigmaringen
- Hundersingen: am Parkplatz der Heuneburg
- Illmensee: am Ortsausgang Richtung Illwangen

#### Landkreis Tuttlingen
- Frittlingen
- Irndorf: in Richtung des Aussichtspunkts Eichfelsen
- Mühlheim an der Donau-Stetten: am Radweg nach Nendingen

#### Main-Tauber-Kreis
- Niederstetten: am Naturlehrpfad
- Wertheim: beim Sportplatz im Ortsteil Dörlesberg

#### Neckar-Odenwald-Kreis
- Buchen: am Warthturm
- Waldbrunn-Waldkatzenbach: am Katzenbuckel

#### Ostalbkreis
- Aalen-Dewangen: an der Straße in Richtung Reichenbach, direkt nach dem Faulherrnhof
- Abtsgmünd: am Kocher-Jagst-Radweg zwischen Abtsgmünd und Burgruine Wöllstein
- Ellwangen: gegenüber dem Schloss am Grünen Pfad
- Kirchheim am Ries: am Parkplatz „Riesblick“
- Neresheim: am Fußweg zur Eichplatte
- Neresheim-Elchingen auf dem Härtsfeld: an der Straße Richtung Flugplatz Aalen-Heidenheim
- Rainau-Buch: am Parkplatz Bucher Stausee

#### Zollernalbkreis

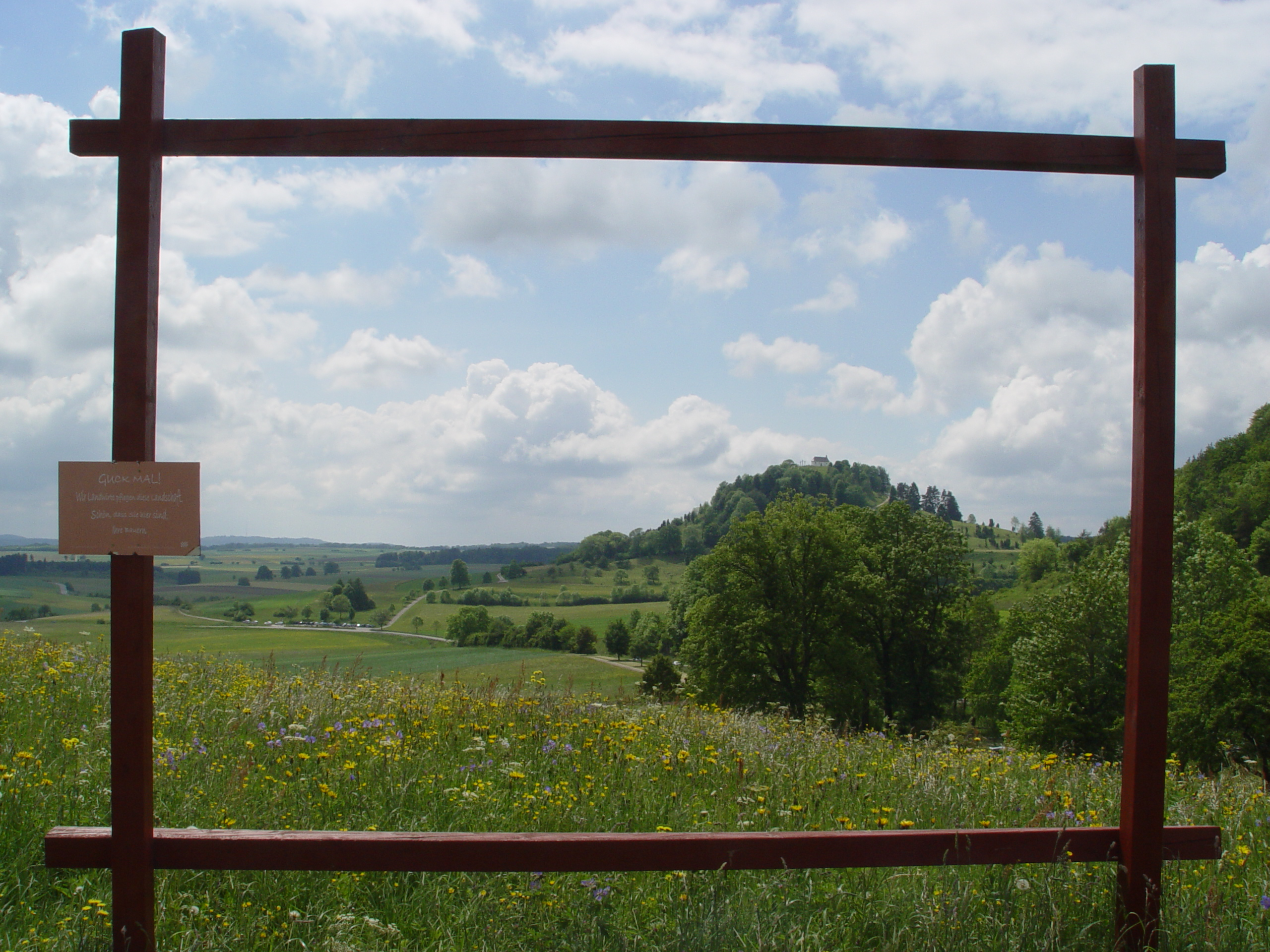
Der Kornbühl bei Salmendingen mit der Salmendinger Kapelle

- Balingen: am Verbindungsweg zwischen Balingen und der Domäne Bronnhaupten mit Blick auf den Plettenberg
- Balingen-Ostdorf: an der Straße von Geislingen nach Rosenfeld
- Burladingen-Ringingen: an der Straße nach Salmendingen, am Ortsausgang in Richtung Wanderparkplatz
- Burladingen-Salmendingen: am Skilift-Parkplatz zwischen Salmendingen und Ringingen mit Blick auf den Kornbühl mit der  Salmendinger Kapelle
- Haigerloch: zwischen Stetten und Weíherhof
- Haigerloch-Bittelbronn: beim Wasserturm
- Haigerloch-Hart: am Ortsrand beim Friedhof
- Haigerloch-Weildorf: beim Birkhof an der Unterführung Bundesstraße 463
- Rosenfeld-Bickelsberg: beim Häsel-Parkplatz
- Schömberg-Schörzingen: an der Verbindungsstraße zum Oberhohenberg

### Brandenburg

#### Landkreis Oder-Spree
- Neuzelle: am Oder-Neiße-Radweg (24. Oktober 2008; Hortgruppe der Neuzeller Grundschule)

#### Landkreis Potsdam-Mittelmark
- Beelitz: im Ortsteil Schäpe (19. September 2008; Grundschule Borkheide und Gesamtschule Beelitz)[2]